# Бевке
Бевке (словен. Bevke) је насељено место у општини Врхника, Средњесловенска регија, Словенија.

## Историја
До територијалне реорганизације у Словенији било је у саставу старе општине Врхника.

## Становништво
У попису становништва из 2011. године, Бевке је имало 929 становника.
| Број становника према пописима | Број становника према пописима | Број становника према пописима |
| ------------------------------ | ------------------------------ | ------------------------------ |
| 1991                           | 2002                           | 2011                           |
| 656                            | 791                            | 929                            |

Напомена: Године 2007 повећано за део насеља Лог при Брезовици (Лог-Драгомер).

## Галерија
- центар насеља са црквом
- Љубљанско барје, резерват природе Мали плац
- Љубљанско барје, канал